# Chetone variifasciata
Chetone variifasciata är en fjärilsart som beskrevs av Erich Martin Hering 1930. Chetone variifasciata ingår i släktet Chetone och familjen björnspinnare. Inga underarter finns listade i Catalogue of Life.